# Herrenwieser Schwallung
Die Herrenwieser Schwallung ist ein 1844–47 erbauter Staudamm aus Buntsandstein nahe Herrenwies im Schwarzwald, der das Wasser des Schwarzenbachs zu einem Schwellweiher aufstaute. Zur Trift ließ man es ab und spülte damit geschlagenes Holz zu Tale. Heute dient der Damm als Brücke über den Schwarzenbach. 

## Technik
Bis 1844 stand an derselben Stelle eine Schwallung aus Holz. Da sie jedoch nur mit großem Aufwand zu warten war, ersetzte man sie unter der Leitung des Weisenbacher Steinmetzmeisters Johann Belzer durch den heute noch stehenden Bau aus Buntsandstein. Die einzelnen Steine sind sehr genau gearbeitet und ohne Bindemittel gesetzt, das Bauwerk wurde durch passgenaue, eingekeilte Schlusssteine abgeschlossen.
Der Damm steht auf einer Talhöhe von ungefähr 708 m ü. NHN, ist am Fuß ca. 20,5 Metern breit und 67 Meter lang und konnte 20.000 bis 25.000 Kubikmeter Wasser zurückhalten.

## Holztransport
Die zu triftenden Baumstämme wurden mit Pferden auf Lotwegen von den Bergen bis in die Floßstube auf der Talseite der Schwallung gezogen und dort gelagert. Durch rasches Öffnen der beiden Schleusentore schwemmte man die Baumstämme ins Murgtal. Floßknechte lösten dabei mit Floßstangen Stämme, die sich verklemmt hatten. Diese Arbeit an der Trift war gefährlich und zog Schaulustige aus dem Umland an, etwa aus dem nahen Baden-Baden.
Weiter abwärts an der Murg in Gernsbach und Hörden wurden die Baumstämme zu Flößen gebunden und weiter zum Rhein geflößt, dort zu größeren Handelsflößen verbunden, die man zum Verkauf nach Holland fuhr.